# Ламбда-4S

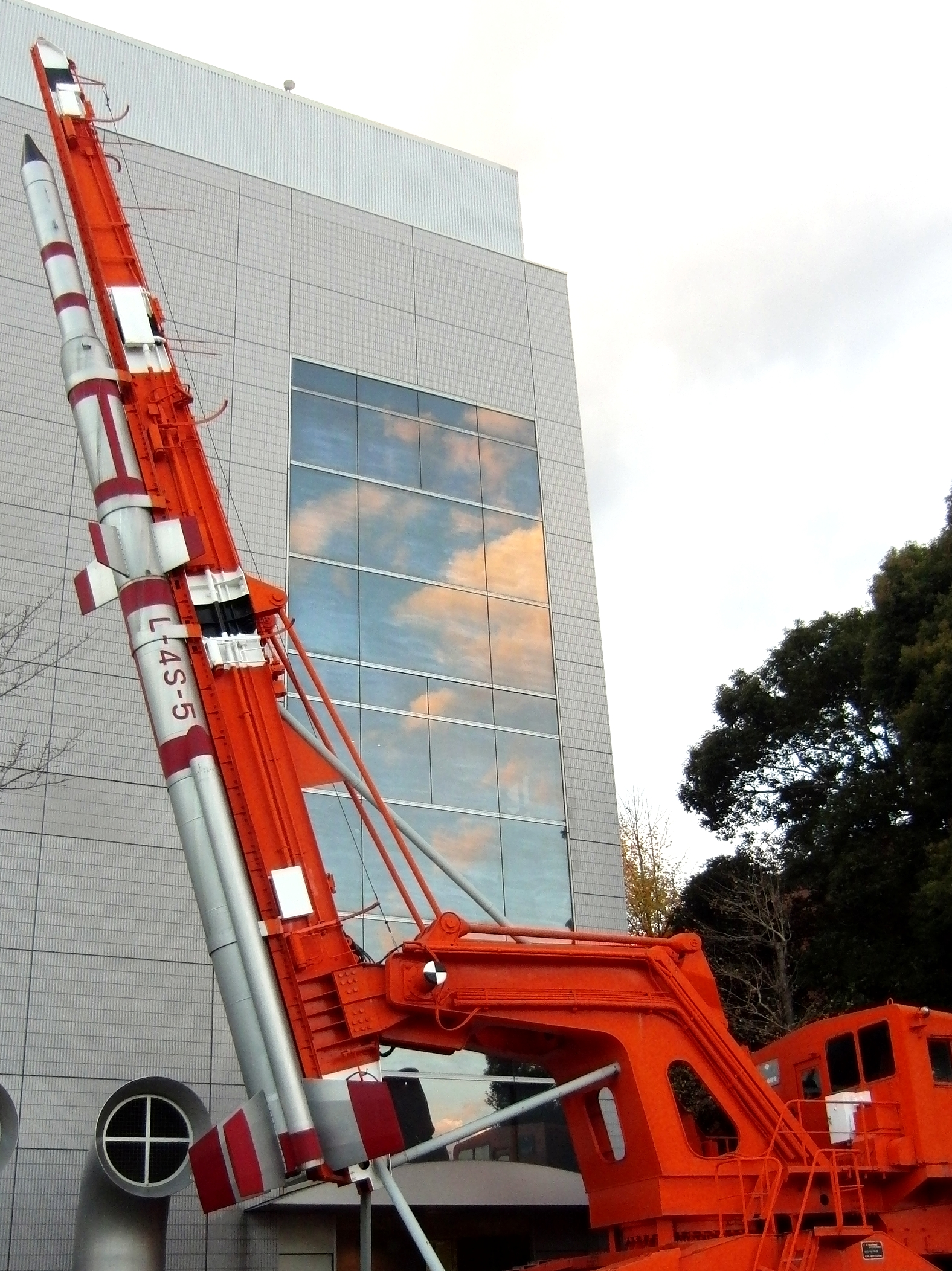
Ламбда-4S

Ламбда-4S — чотирьохступінчаста ракета-носій, що вивела на орбіту перший Штучний супутник Землі Японії — «Осумі». Найлегша із всіх космічних ракет-носіїв в історії. Стартова маса — близько 9,7 тонн. Випущена компанією Ніссан. Всі ступені — твердопаливні, на першому ступені додатково стояли прискорювачі, також на твердому паливі. Вивести супутник на орбіту вдалося тільки з п'ятої спроби, більше для запуску космічних апаратів ця ракета не використовувалася.
Перший запуск ракети був здійснений 26 вересня 1966 року з космодрому на острові Кагосіма (після створення JAXA був названий Космічним центром Утіноура).